# Harpoon II
Pour les articles homonymes, voir Harpoon.
Harpoon II est un jeu vidéo de type wargame développé et publié par Three-Sixty Pacific en 1994 sur IBM PC et Macintosh. Il est le deuxième volet de la série Harpoon après Harpoon, publié en 1988 et adapté du jeu de plateau éponyme de Game Designers' Workshop. Comme son prédécesseur, le jeu simule des combats navals modernes et met le joueur aux commandes d’une flotte pouvant inclure des bâtiments de surfaces, des sous-marins et des avions. Le jeu a bénéficié de deux extensions. La première, baptisée Cold War, retrace des affrontements entre l’OTAN et l’URSS avant la chute du mur de Berlin. La deuxième, Westpac, transpose le jeu sur les mers d’Asie, entre le Japon, la Chine, l’Australie et la Corée. Une version améliorée du jeu, contenant notamment un éditeur de scénario, est publiée par Intracorps en 1995 sous le titre Harpoon II Deluxe.

## Accueil
| Harpoon II            |      |       |
| Média                 | Pays | Notes |
| Computer Gaming World | US   | 4/5   |
| Gen4                  | FR   | 80 %  |
| Joystick              | FR   | 70 %  |
| PC Gamer UK           | GB   | 86 %  |